# EXOC7
EXOC7‏ (Exocyst complex component 7) هوَ بروتين يُشَفر بواسطة جين EXOC7 في الإنسان.